# Xaffévillers
Xaffévillers település Franciaországban, Vosges megyében. Lakosainak száma 133 fő (2022. január 1.). Xaffévillers Magnières, Deinvillers, Domptail, Doncières, Ménarmont, Roville-aux-Chênes, Saint-Maurice-sur-Mortagne és Saint-Pierremont községekkel határos.

## Népesség
A település népessége az elmúlt években az alábbi módon változott:
| Lakosok száma | 165  | 153  | 157  | 153  | 149  | 144  | 140  | 136  | 133  |
|               | 2013 | 2015 | 2016 | 2017 | 2018 | 2019 | 2020 | 2021 | 2022 |